# Zwierzęta w kosmosie
Zwierzęta w kosmosie – zwierzęta wysyłane przez ludzi w przestrzeń kosmiczną w ramach programów badawczych mających na celu sprawdzenie możliwości przeżycia warunków lotu przed planowanym wysłaniem ludzi oraz w celu zbadania wpływu warunków panujących w kosmosie na procesy biologiczne zachodzące w organizmach. Programy badawcze z udziałem zwierząt wysyłanych w pojazdach kosmicznych były prowadzone początkowo przez Stany Zjednoczone i Związek Socjalistycznych Republik Radzieckich. Później dołączyła do nich Francja, a następnie Chiny, Japonia i Iran.
Eksploracja kosmosu wymaga przeprowadzania doświadczeń, których często nie sposób wykonać na Ziemi. Jedna z panujących w początkach bioastronautyki teorii na temat niebezpieczeństw związanych z lotami kosmicznymi zakładała, że ludzie mogą nie przeżyć długiego okresu przebywania w przestrzeni kosmicznej. Nikt nie miał wówczas pewności, co się może stać z organizmem ludzkim, jeśli rakieta poleci szybciej i wyżej. Aby poznać warunki tam panujące, człowiek wysyła w kosmos różne gatunki zwierząt i roślin oraz przeprowadza testy z wielu dziedzin nauki. Jednym z wielu skutków tych działań było powstanie nowej dziedziny medycyny i bioastronautyki – medycyny kosmicznej.

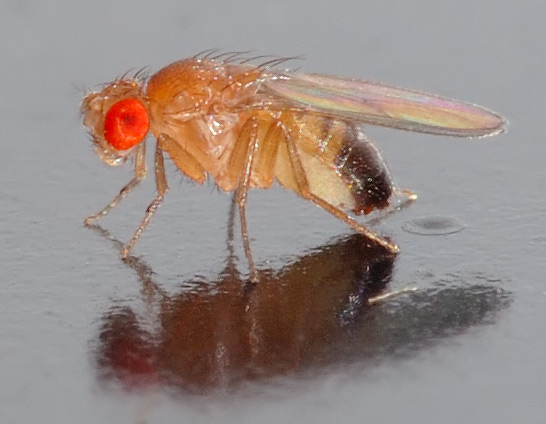
Muszka owocowa była pierwszym organizmem zwierzęcym wysłanym przez ludzi w kosmos

Z pierwszym zwierzęciem w kosmosie zwykle kojarzy się Łajka – suka, która była pierwszym stworzeniem umieszczonym na orbicie okołoziemskiej, chociaż nie pierwszym w przestrzeni kosmicznej. Pierwsze powietrzne podróże zwierząt z wykorzystaniem zdobyczy techniki rozpoczęły się w XVIII wieku, a loty rakiet ze zwierzętami na pokładzie odbywały się już 150 lat przed wysłaniem Łajki.

## Przyczyny eksploatacji zwierząt w badaniach kosmosu
Jednym z głównych celów eksploracji kosmosu jest przeprowadzanie bezpiecznych misji kosmicznych z udziałem ludzi. W początkach bioastronautyki nie wiedziano, jakie będą fizjologiczne i psychologiczne konsekwencje lotu z dużą prędkością i przebywania na dużych wysokościach. Takie zjawiska, jak przeciążenie i stan nieważkości były słabo poznane. Przed wysłaniem człowieka do górnych warstw atmosfery, a później w przestrzeń kosmiczną, należało zbadać wpływ na morfologię i procesy życiowe organizmów takich czynników, jak: przyspieszenie, lot rakiety, przebywanie w przestrzeni kosmicznej, mikrograwitacja, hamowanie, przegrzanie i wyziębienie, ekstremalny hałas, jedzenie i picie w stanie nieważkości, promieniowanie kosmiczne, klaustrofobia – wszystko to, czym zajmuje się bioastronautyka.
Celem większości badań prowadzonych na zwierzętach jest sprawdzenie skutków działania jakiegoś czynnika. Najskuteczniejszym sposobem badania wpływu danego czynnika na organizm ludzki byłoby prowadzenie badań bezpośrednio na ludziach. Jednak takie badania często nie są możliwe z wielu powodów, dlatego najpierw prowadzone są badania z udziałem zwierząt.

## Pierwsze loty i badania
19 września 1783 roku balon wyniósł owcę, koguta i kaczkę na wysokość 1500 stóp (ok. 457 m), po czym wylądował. Było to pierwsze odnotowane badanie możliwości przetrwania lotu na taką wysokość. Zwierzęta wróciły z niego bez uszczerbku na zdrowiu.
Pierwszym człowiekiem, który wysyłał w powietrze zwierzęta umieszczone wewnątrz rakiet, był Claude Ruggieri. Niewiele wiadomo o jego doświadczeniach, poza tym, że odpalał rakiety od 1806 roku, umieszczał w nich myszy i szczury, rakiety odzyskiwał przy pomocy spadochronu, a próby prowadził jeszcze w latach 30. XIX wieku.
Związane z wykorzystaniem zwierząt badania wpływu przyspieszenia na organizmy rozpoczął w 1931, prawdopodobnie jako pierwszy, Wernher von Braun. Prowadzone przez niego badania polegały na umieszczaniu myszy na wewnętrznej powierzchni obręczy koła rowerowego, a następnie obracaniu koła z dużą prędkością i obserwowaniu skutków przyspieszenia, przeciążenia i działania siły odśrodkowej. Na podobnej zasadzie działa stosowana współcześnie wirówka przeciążeniowa.

## Loty balonowe w latach 1946–1954

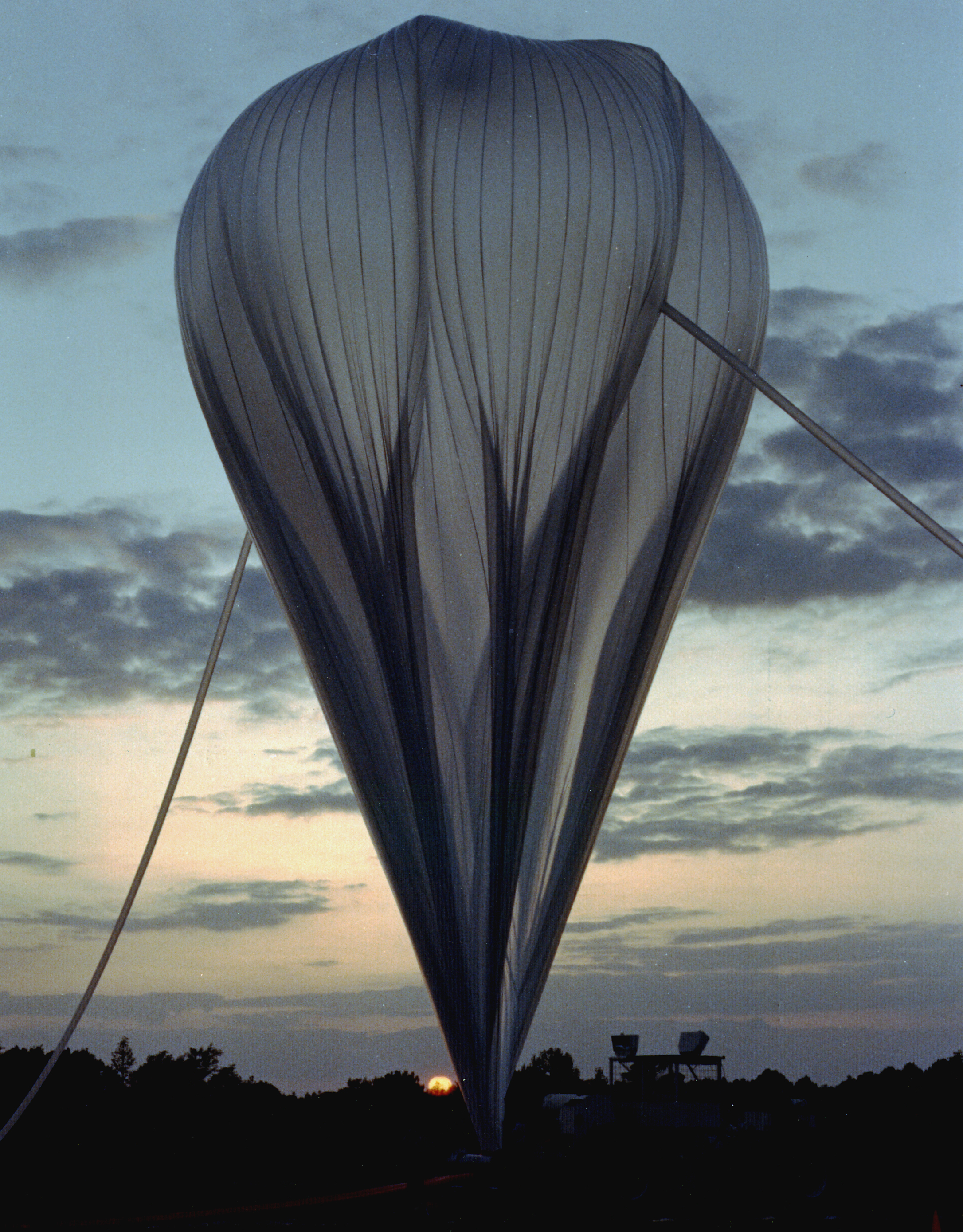
Stratostat – balon używany do badań stratosfery

W 1946 Siły Powietrzne Stanów Zjednoczonych rozpoczęły w Alamogordo (Nowy Meksyk) eksperymenty biomedyczne z wykorzystaniem balonów. Głównym celem było zbadanie panujących na dużych wysokościach warunków, w których miał się znaleźć człowiek, rakiety i statki kosmiczne. Szczególnie ważne było zbadanie efektów działania promieniowania kosmicznego. Liczba przeprowadzanych rocznie lotów rosła aż do 1953, kiedy osiągnęła maksimum (23 loty). Balony wysyłane w latach 1950–1954 osiągały pułap 27–30 km. Początkowo wynoszono na duże wysokości tylko nasiona roślin. Pierwsze 3 balony wysłane w latach 1947–1948 wróciły z powrotem, a odzyskane nasiona zostały zasiane. W latach 1950–1951 podjęto eksperymenty z udziałem myszy i chomików. Większość tych zwierząt zginęła – z różnych powodów (rozszczelnienie kapsuły, spłonięcie balonu lub jego awaria). 28 września 1950 po raz pierwszy udało się sprowadzić z powrotem balon z 8 myszami. W kolejnych latach lista gatunków angażowanych do eksperymentów rozszerzała się. W 1952 roku balonami poleciały psy, kot i muszki owocowe, od 1954 małpy i zapłodnione jaja kur. W 1953 roku Szwajcaria przeprowadziła serię lotów balonowych w ramach badania efektu ekspozycji żywych tkanek na promieniowanie kosmiczne. Pod koniec lat 50. XX wieku wiedza zdobyta w trakcie dotychczasowych eksperymentów okazała się wystarczająca, by naukowcy mogli opracować program lotów załogowych (z udziałem ludzi). Bezzałogowe loty balonowe z udziałem zwierząt zostały zastąpione lotami załogowymi na wysokość około 30 km.

## Projekt Blossom
Przekroczenie umownej granicy przestrzeni kosmicznej (pułap graniczny wynosi 100 km od powierzchni Ziemi) wymagało wykorzystania innego niż balon pojazdu.
Po II wojnie światowej Amerykanie przejęli od Niemców znaczny zapas części do budowy rakiet V-2 oraz kilku specjalistów, którzy nad tymi rakietami pracowali. Biologowie z Uniwersytetu Harvarda rozpoczęli współpracę z naukowcami z Laboratorium Badawczego Marynarki (U.S. Naval Research Laboratory). Na początku 1946 roku opracowali program lotów rakietowych z bazy White Sands Proving Ground w Nowym Meksyku. Celem projektu Blossom było zbadanie górnych warstw atmosfery. Istotną nowością techniczną było zastosowanie systemu spadochronów połączonych z kapsułą powrotną, w której umieszczono sprzęt i ładunek biologiczny. Problemem były rakiety. Bojowe V-2 nie były projektowane do celów badawczych, miały małą pojemność i były niestabilne w górnych warstwach atmosfery.
Pierwszymi organizmami wysłanymi przez ludzi w przestrzeń kosmiczną za pomocą rakiet były nasiona różnych gatunków zbóż. Zostały wystrzelone w dniach 9 i 19 lipca 1946 roku z poligonu rakietowego White Sands w rakiecie z serii V-2 (loty oznaczone numerami 7 i 8) – w celu sprawdzenia skutków ekspozycji żywych organizmów na promieniowanie na dużych wysokościach. Nasiona nie zostały odzyskane. Dopiero oznaczony numerem 9. lot z 30 lipca 1946 roku, po osiągnięciu wysokości 161 km, zakończył się odzyskaniem nasion kukurydzy (Zea). W tym samym roku poleciały jeszcze nasiona żyta (Secale), a w ramach kolejnego eksperymentu, sponsorowanego przez National Institutes of Health, 17 grudnia 1946 wysłano zarodniki grzybów, które również miały być poddane ekspozycji na promieniowanie kosmiczne. Eksperyment nie powiódł się – nie odzyskano pojemników z zarodnikami.
20 lutego 1947 rakieta V-2 (lot nr 20) po raz pierwszy w historii ludzkości wyniosła na wysokość 109 km zwierzęta – muszki owocowe (Drosophila melanogaster). Celem misji była – podobnie jak w poprzednich eksperymentach – ekspozycja organizmów na promieniowanie kosmiczne. Początkowa faza lotu przebiegała pomyślnie, ale po kilkudziesięciu sekundach rakieta V-2 straciła stabilność w górnych warstwach atmosfery. Pomimo sporych trudności uruchomiony został system spadochronowy, do którego był przymocowany pojemnik z ładunkiem biologicznym. Po 50 minutach opadania pojemnik zetknął się z powierzchnią Ziemi. Jego lot był obserwowany przy pomocy radaru. Wkrótce został odnaleziony przez ekipę poszukiwawczą. Muszki odzyskano w dobrym stanie.
W kwietniu 1948 roku do zespołu w White Sands dołączył James Henry z laboratorium we Wright Field (Ohio). Henry zajmował się problemami układu kardiowaskularnego związanymi z wysokością i przyspieszeniem. Zaproponował, by w kolejnych eksperymentach na pokładzie rakiety umieścić małpę, a następnie wysłać ją ponad Ziemię, tak aby choć przez 2 minuty pozostawała w stanie nieważkości. Zdaniem Henry'ego pozwoliłoby to zbadać fizjologiczne reakcje organizmu na brak grawitacji. Wkrótce zespół naukowców rozpoczął przygotowania. Należało znaleźć rozwiązanie kilku problemów. W rakietach bojowych nie było miejsca dla aparatury badawczej i telemetrycznej, a konstrukcja rakiet nie przewidywała możliwości sprowadzenia kapsuły powrotnej i odzyskania jej zawartości.
W trakcie przygotowań do kolejnych lotów opracowano stożkowatą kabinę pełniącą jednocześnie funkcję kapsuły ratunkowej. W niej umieszczono aparaturę do badania i rejestrowania podstawowych funkcji fizjologicznych zwierzęcia, zapas tlenu, środki chemiczne absorbujące dwutlenek węgla oraz system spadochronów umożliwiających sprowadzenie kapsuły na Ziemię. Dalsze prace kontynuowano w ramach projektów oznaczanych kryptonimem „Albert”. Ich celem było wyniesienie przedstawiciela naczelnych poza atmosferę Ziemi.

## Projekty Albert

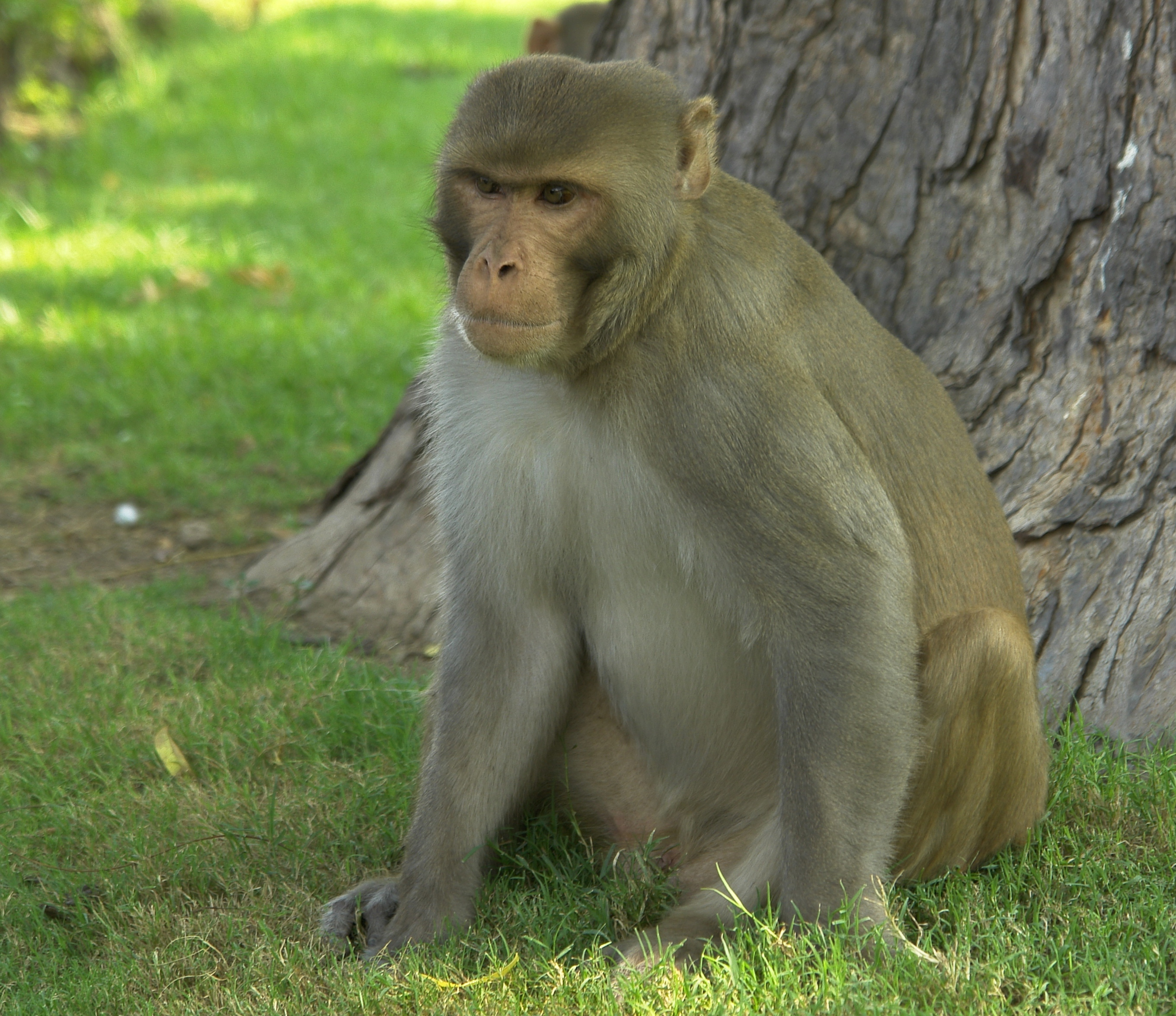
Rezus (Macaca mulatta)

Kandydatem na pierwszego „astronautę” była małpa z gatunku rezus (Macaca mulatta). Rezusy wybrano ze względu na ich wysoką inteligencję oraz wiele fizjologicznych podobieństw do ludzi. Do badań przygotowano dwie małpy. Jednej z nich udało się wydostać z klatki i zbiec pomimo dobrej ochrony budynku. Drugiemu rezusowi nadano imię Albert. W przygotowanej dla niego aluminiowej kapsule powrotnej umieszczono zbiornik ciśnieniowy z zapasem tlenu i materiałem pochłaniającym dwutlenek węgla. Albert miał podłączoną aparaturę monitorującą oddychanie oraz elektrody umożliwiające zapis elektrokardiogramu w czasie lotu. James Henry podał zwierzęciu 10–15 mg dawkę pentobarbitalu sodu jako środek znieczulający oraz dawkę luminalu jako środek uspokajający.
11 czerwca 1948 rakieta V-2 z przymocowaną do przedniej części kapsułą wystartowała w ramach lotu suborbitalnego oznaczonego numerem 37. Albert I został wyniesiony w górne warstwy atmosfery, na wysokość 62 km. Rakieta nie dotarła do przestrzeni kosmicznej. Misja była obciążona całą serią niepowodzeń. Zawiodły m.in. elementy aparatury pokładowej oraz system spadochronowy. Albert nie przeżył lotu, prawdopodobnie z powodu problemów z oddychaniem, a jeśli nawet przeżył sam lot, to zginął przy zderzeniu kapsuły z Ziemią.
Pomimo doświadczeń, jakie badacze zdobyli w projekcie Albert I i poprawnego działania aparatury pokładowej, kolejne rezusy ginęły w czasie lądowania kolejnych rakiet V-2. Wysłany 14 czerwca 1949 Albert II był pierwszą małpą wyniesioną w kosmos (pułap 134 km). 31 października 1950 roku zamiast rezusa wysłano mysz, a w jej kapsule zainstalowano aparat fotograficzny. Sfotografowano zachowanie zwierzęcia w stanie nieważkości. Ale i tym razem zawiodła aparatura, w wyniku czego mysz zginęła podczas zderzenia kapsuły z Ziemią.
| Loty serii V-2 (Albert Series) z poligonu White Sands | Loty serii V-2 (Albert Series) z poligonu White Sands | Loty serii V-2 (Albert Series) z poligonu White Sands | Loty serii V-2 (Albert Series) z poligonu White Sands                                                             |
| Data lotu                                             | Pojazd (numer lotu)                                   | Załoga                                                | Wyniki |
| ----------------------------------------------------- | ----------------------------------------------------- | ----------------------------------------------------- | --- |
| 11 czerwca 1948                                       | V-2 (37) „Blossom No. 3”                              | uśpiony rezus Albert I                                | wysokość 62 km; zawiódł spadochron; zwierzę zginęło przy uderzeniu pojemnika o Ziemię                             |
| 14 czerwca 1949                                       | V-2 (47) „Blossom No. 4B”                             | uśpiony rezus Albert II                               | wysokość 134 km; zawiódł spadochron; zwierzę zginęło przy uderzeniu pojemnika o Ziemię lub wcześniej              |
| 16 września 1949                                      | V-2 (32) „Blossom No. 4C”                             | małpa Albert III                                      | rakieta eksplodowała na wysokości 4,2 km, zabijając zwierzę                                                       |
| 8 (lub 12) grudnia 1949                               | V-2 (31)                                              | małpa Albert IV                                       | zapis EKG i oddychanie przebiegały prawidłowo w trakcie lotu, zwierzę zginęło w wyniku zderzenia kapsuły z Ziemią |
| 31 października 1950                                  | V-2 (51)                                              | mysz                                                  | wysokość 136 km, myszy nie odzyskano                                                                              |

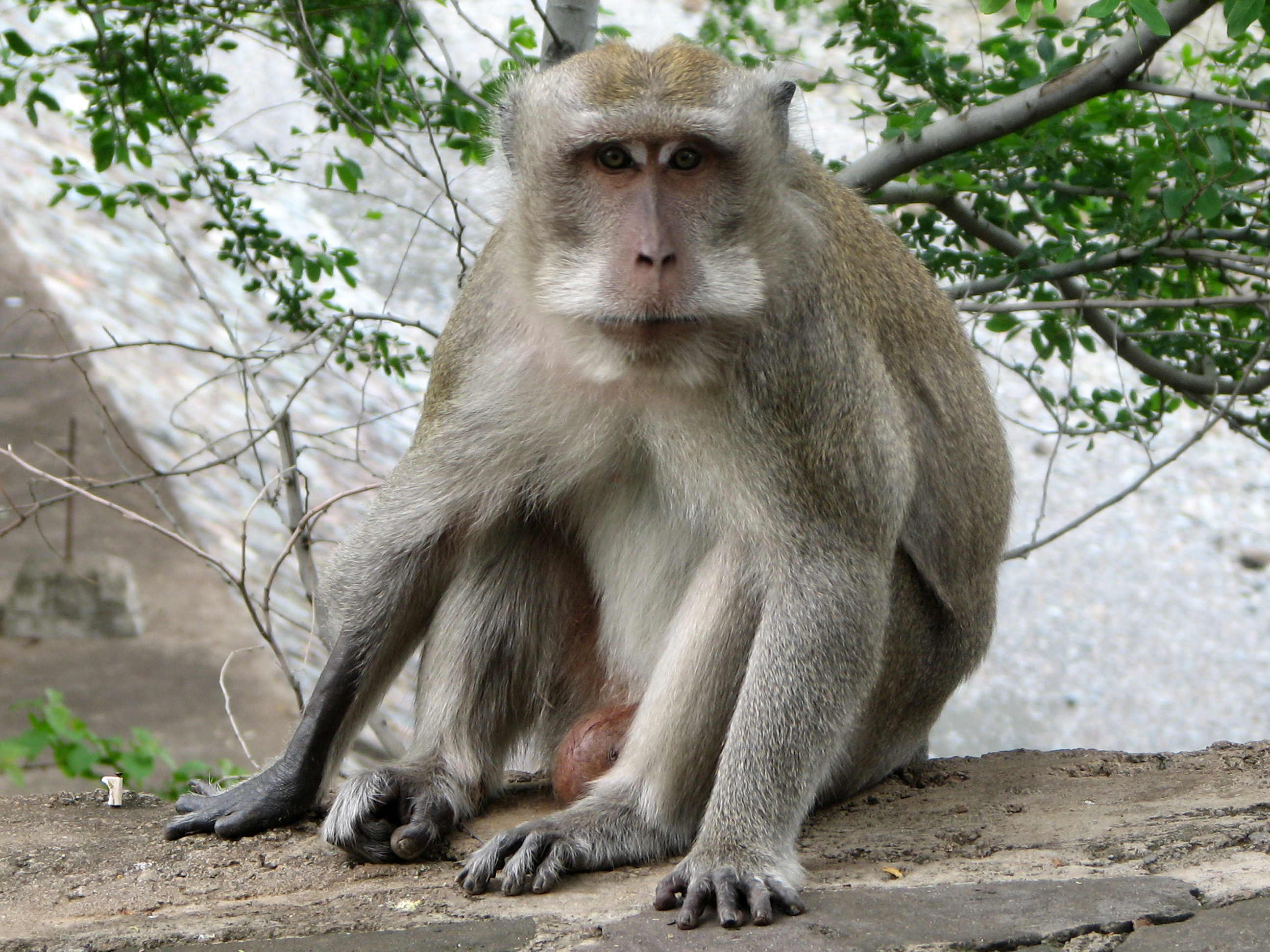
Makak jawajski (Macaca fascicularis)

Dopiero 20 września 1951 małpa, którą nazwano Yorick i 11 myszy wróciło żywych z lotu rakiety Aerobee RTV-A-1. Yorick miał podłączony elektrokardiograf i urządzenia monitorujące oddychanie oraz ciśnienie krwi. Zmarł 2 godziny później, ale analiza zarejestrowanych danych oraz wyniki autopsji wykazały, że jego śmierć spowodowana była raczej szokiem związanym z lądowaniem lub przegrzaniem organizmu niż ze szkodliwością czynników zewnętrznych w trakcie lotu. Yorick został uznany za pierwszą małpę, która przeżyła lot kosmiczny, choć rakieta dotarła do górnych warstw atmosfery, nie osiągając przestrzeni kosmicznej w obecnym znaczeniu.
Uwieńczeniem lotów z serii Aerobee (Aerobee RTV-A-1) był zakończony sukcesem lot USAF-26 z 21 maja 1952 roku z dwoma makakami jawajskimi (Patricia i Mike) i dwiema białymi myszami. W celu zbadania różnic wpływu przyspieszenia rakiety na organizm w zależności od zajmowanej pozycji Patricię umieszczono w kapsule w pozycji siedzącej, a Mike'a w leżącej. Rakieta osiągnęła pułap 62 km. Zwierzęta przebywały 2–3 minuty w stanie nieważkości, po czym zostały sprowadzone na Ziemię. Przeprowadzone po lądowaniu badania nie wykazały nieprawidłowości w stanie ich zdrowia. Według ówczesnych kryteriów był to lot kosmiczny, ponieważ za granicę ziemskiej atmosfery uznawano niższy pułap niż obecnie.
Obydwa makaki zostały przekazane do Smithsonian National Zoological Park. Patricia zmarła 2 lata później, a Mike żył do 1967 roku. Ponieważ Patricia i Mike, w przeciwieństwie do Yoricka, nie zmarły tuż po locie, uznano, że były pierwszymi przedstawicielami naczelnych (Primates), które przeżyły lot kosmiczny.
| Loty rakiet Aerobee z poligonu White Sands | Loty rakiet Aerobee z poligonu White Sands | Loty rakiet Aerobee z poligonu White Sands | Loty rakiet Aerobee z poligonu White Sands                                                  |
| Data lotu                                  | Numer rakiety                              | Załoga                                     | Wyniki                                                                                      |
| ------------------------------------------ | ------------------------------------------ | ------------------------------------------ | ------------------------------------------------------------------------------------------- |
| 18 kwietnia 1951                           | Aerobee RTV-A-1 USAF-12                    | uśpiona małpa i kilka myszy                | wysokość 61 km, zawiódł spadochron, zwierzęta zginęły przy zderzeniu kapsuły z Ziemią       |
| 20 września 1951                           | Aerobee RTV-A-1 USAF-19                    | uśpiony rezus Yorick i 11 myszy            | wysokość 71 km, zwierzęta powróciły żywe, rezus zmarł 2 godziny po wylądowaniu              |
| 21 maja 1952                               | Aerobee RTV-A-1 USAF-26                    | 2 uśpione małpy i 2 myszy                  | wysokość 62 km, zwierzęta przeżyły, były to pierwsze naczelne, które przeżyły lot kosmiczny |

Liczba dostępnych rakiet V-2 zmniejszała się, a w miejsce wykorzystanych i utraconych, poza kilkoma rakietami Aerobee opracowanymi w 1949, do badań bioastronautycznych nie wprowadzano nowych pojazdów kosmicznych. Dlatego amerykański program został zatrzymany w 1952 roku.

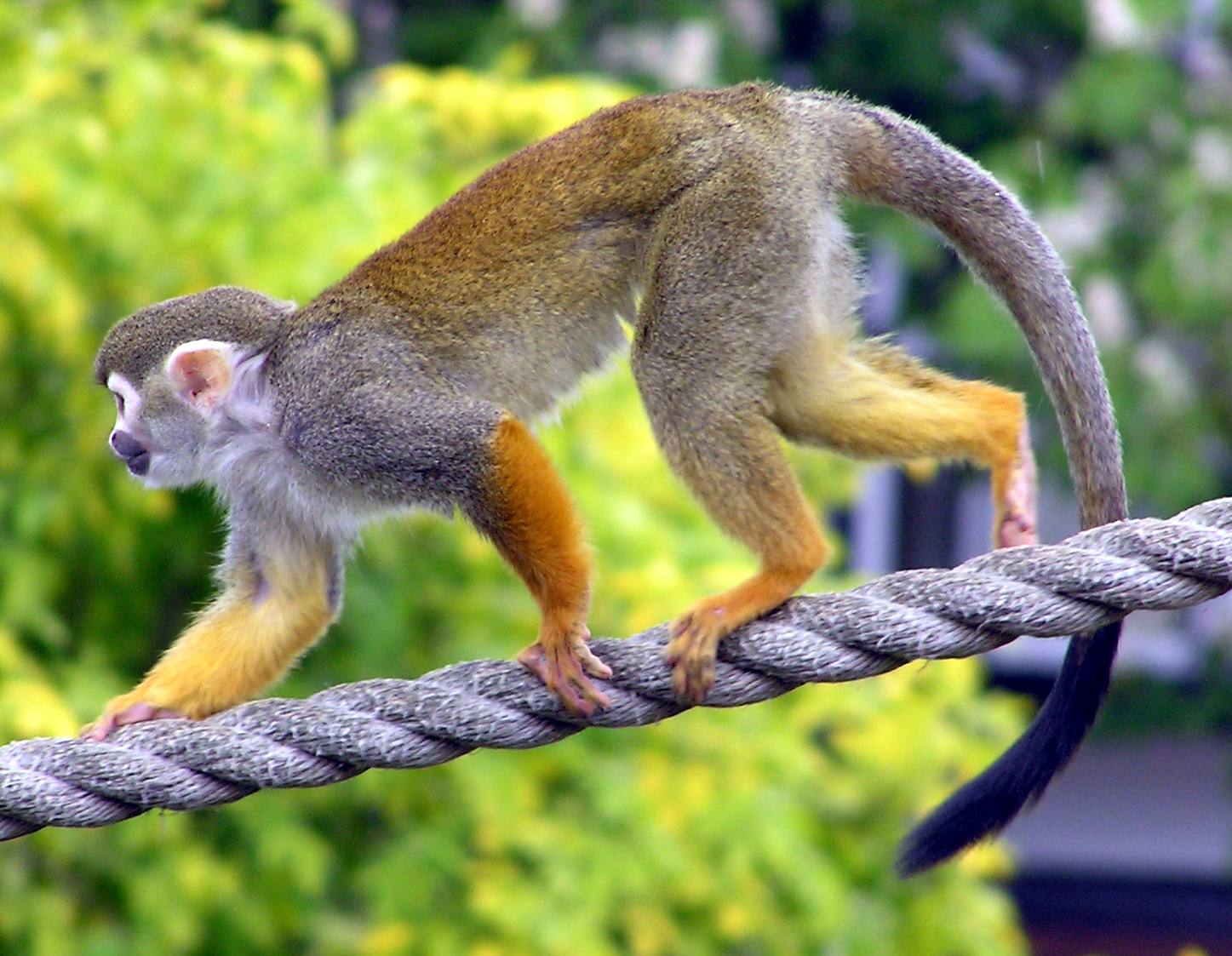
Sajmiri (Saimiri sciureus)

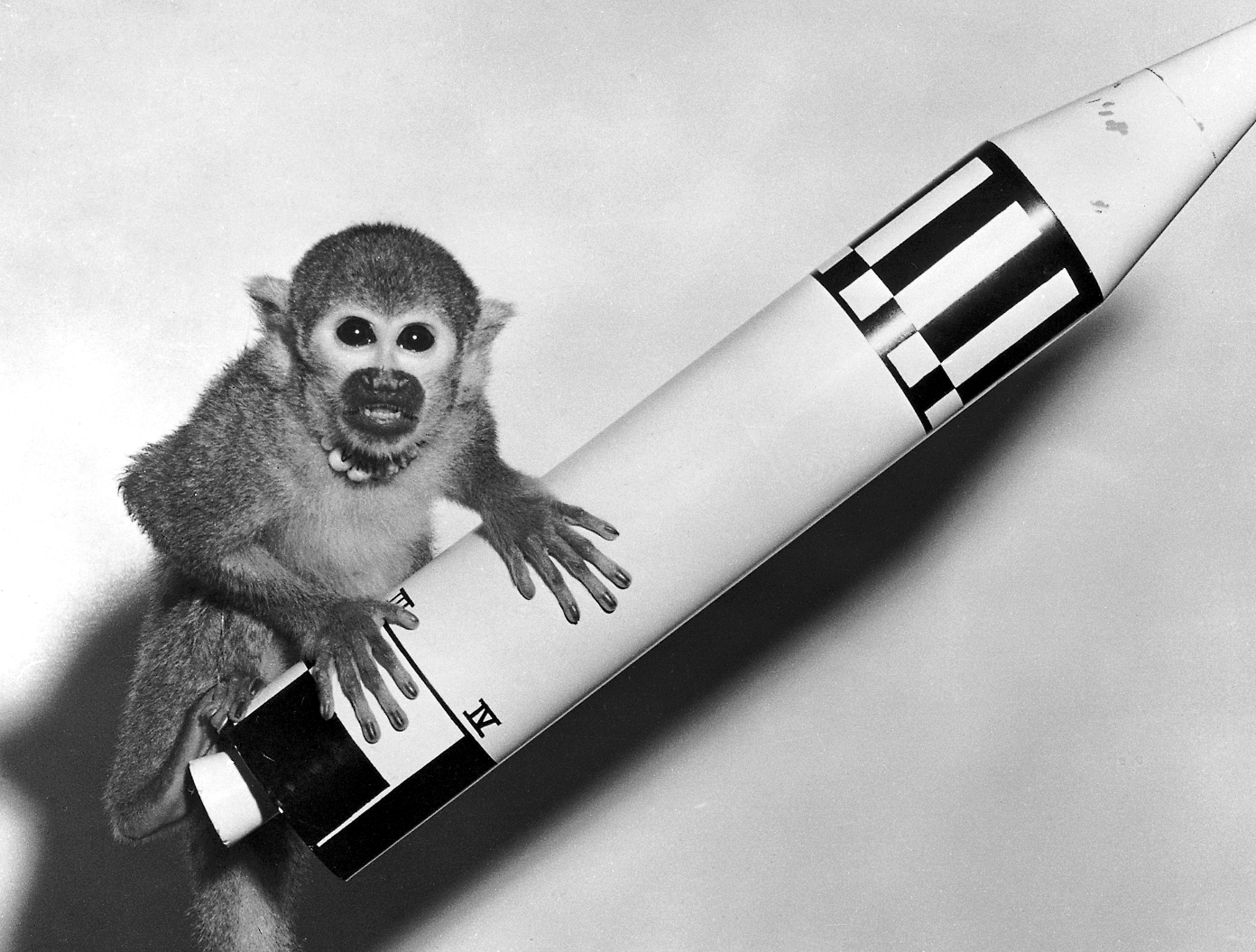
Baker

We wczesnych latach 50. XX wieku Siły Powietrzne Stanów Zjednoczonych pozyskały 65 młodych szympansów schwytanych w Afryce. Utworzone w ten sposób stado, uzupełniane nowo narodzonymi w hodowli małpami, miało być stałym źródłem żywych osobników zastępujących ludzi w lotach testowych obciążonych dużym ryzykiem.
Kolejne eksperymenty biologiczne i biomedyczne z wykorzystaniem rakiet balistycznych podjęto w USA dopiero w 1958, przy czym początkowe loty suborbitalne przeprowadzone z poligonu Cape Canaveral na Florydzie kończyły się fiaskiem.
13 grudnia 1958 rakieta PGM-19 Jupiter (AM-13) wyniosła Gordo – sajmiri (Saimiri sciureus) – na wysokość 480 km. Pomimo fatalnych warunków, w jakich umieszczono małpę (bardzo mała przestrzeń wewnątrz kapsuły), aparatura nie wykazała negatywnych zmian organizmu poddanego dużemu przyspieszeniu i przebywającego na tak dużej wysokości. Zawiódł jednak sprzęt ratunkowy. Kapsuła powrotna rozszczelniła się, spadając do oceanu i Gordo utonął w wyniku zalania falami, zanim kapsuła została wyłowiona przez jednostkę Marynarki Wojennej USA.
Podobny zakres badań zaplanowano w kolejnym locie, AM-18, 28 maja 1959. Dwie małpy, samice, rezus Able i sajmiri Baker, przebywały 9 minut w stanie nieważkości. Rakieta osiągnęła prędkość 16 000 km/h. Po wylądowaniu na powierzchni oceanu zwierzęta zostały odzyskane przez USS Kiowa. Z pokładu okrętu nadano krótki komunikat mówiący o doskonałym stanie podróżnych (Able Baker perfect. No injuries or other difficulties.) Kilka dni później (1 czerwca) Able zmarła w wyniku działania anestetyku, gdy weterynarze próbowali usunąć implantowaną przed lotem, zainfekowaną elektrodę. Baker została przekazana do ogrodu zoologicznego, gdzie dożyła wieku 27 lat. Zmarła 2 listopada 1984 z powodu niewydolności nerek.

## Wyścig kosmiczny
W okresie zimnej wojny eksploracja kosmosu była postrzegana jako jeden z przejawów rywalizacji geopolitycznej pomiędzy Stanami Zjednoczonymi a Związkiem Radzieckim. Rywalizacja ta doprowadziła do wyścigu kosmicznego. Głównym jego celem było wysłanie człowieka w przestrzeń kosmiczną oraz doprowadzenie do jego lądowania na powierzchni Księżyca.
Związek Radziecki przystąpił do eksperymentów kosmicznych z udziałem zwierząt nieco później niż USA. Systematyczne i nieprzerwane badania rozpoczęto w tym kraju pomiędzy 1949 a 1952. W latach 1951 i 1952 podjęto pierwsze próby lotów ze zwierzętami. Rosjanie wybierali do eksperymentów psy, króliki, szczury i myszy. Uważali, że psy mogą być w czasie lotu bardziej opanowane niż małpy.

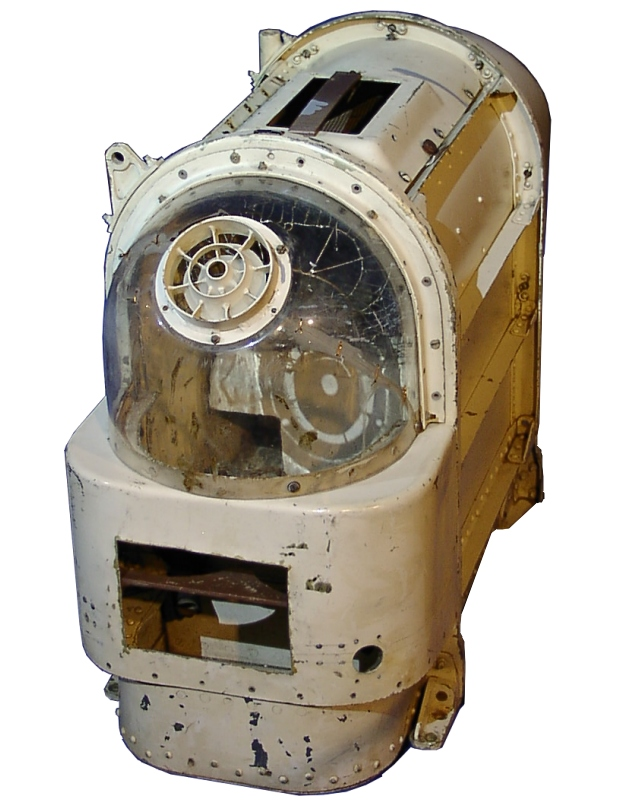
Sowiecki pojemnik dla psów stosowany w lotach suborbitalnych i orbitalnych

W początkowym okresie badań obejmującym lata 1949–1952 Rosjanie wykonali serię 6 pionowych lotów rakietowych na wysokość około 100 km. Pierwszy z lotów zrealizowano w 1951. Pasażerami były niemal wyłącznie psy. Umieszczano je w specjalnie skonstruowanych, hermetycznych pojemnikach. Głównym celem tych badań było opanowanie technik zapewniających zwierzęciu możliwość przetrwania na tak dużej wysokości oraz sprowadzenie go na Ziemię przy użyciu systemu spadochronów. W każdym locie tej serii uczestniczyły 2 psy. Dostępna dokumentacja dotycząca tamtego okresu nie jest zbyt szczegółowa, zwłaszcza w zakresie imion psów lecących w poszczególnych lotach. Prawdopodobnie wczesne badania z udziałem psów nie były przez Rosjan tak rygorystycznie dokumentowane jak późniejsze.
15 sierpnia 1951 na pokładzie rakiety R-1 odpalonej z kosmodromu Bajkonur Rosjanie wysłali w przestrzeń Cygana i Dezika. Niosący je pojazd osiągnął wysokość 100 km. Obydwa psy przetrwały lot i tym samym stały się pierwszymi zwierzętami kręgowymi, które wróciły żywe z lotu rakietą. Amerykanom udało się osiągnąć taki efekt we wrześniu 1951 (Yorick z programu Albert).
Kolejna seria lotów rozpoczęta została przez Rosjan w 1954 i trwała 2 lata. Obejmowała 9 lotów z udziałem 2 psów w każdym locie. Łącznie uczestniczyło w tej serii 12 psów, przy czym 6 z nich leciało dwukrotnie. W czasie podróży nie przebywały w stosowanych dotychczas zamkniętych pojemnikach, lecz w niehermetycznych, wentylowanych ciśnieniowo przedziałach rakiety.
W następnych próbach Rosjanie zwiększyli pułap rakiet do 200–212 km (w 1957) i 450 km (1958), zachowując regułę wysyłania 2 psów w każdym locie. W 1959 i 1960 roku oprócz psów na pokładzie rakiety umieszczano królika.

W tym okresie cztery psy nie przeżyły rosyjskich eksperymentów. 28 lipca 1960 w trakcie lotu Korabl-Sputnika eksplodowała rakieta i zginęły dwie suczki, Czajka i Lisiczka. Wiadomości tej nie upubliczniono. 1 grudnia tego samego roku Pchełka i Muszka zginęły w górnych warstwach atmosfery w czasie nieudanego lotu Korabl-Sputnik 3 (Sputnik 6). 
Po awarii rakiety lecącej 22 grudnia 1960 katapultowano dwa psy. Zwierzęta przeżyły, a eksperyment wykazał, że załogę można z takiej sytuacji uratować.

## Orbita okołoziemska
Pierwszą istotą, która osiągnęła orbitę okołoziemską, była Łajka, pies wysłany 3 listopada 1957 roku na pokładzie radzieckiego satelity Sputnik 2. O wyborze Łajki zdecydowały ludzkie emocje. Łajka, a właściwie Kudriawka (Kędziorek), bo tak ją wcześniej nazywano, osiągała bardzo dobre wyniki w testach przygotowawczych, ale lepszą od niej kandydatką była Albina – uczestniczka dwóch wcześniejszych lotów eksperymentalnych. Zdaniem Władimira Jazdowskiego, jednego z członków personelu przygotowującego lot, Albina była lubiana przez personel, postrzegana jako suczka, która już wniosła swój wkład do rozwoju nauki, a na dodatek niedawno urodziła młode, których nie mogła zabrać ze sobą. Ponieważ los lecącego psa był przesądzony, personel nie zdecydował się na wybór pupila. Wybrano Kudriawkę, którą krótko przed lotem nazwano Łajką. Zginęła prawdopodobnie już po kilku godzinach lotu z powodu przegrzania i stresu.
Od początku misji Sputnika 2 nie przewidywano powrotu Łajki. Kapsuła, w której umieszczono psa i aparaturę, nie była przystosowana do sprowadzenia jej z powrotem na Ziemię. Misja wywołała ogólnoświatową debatę na temat złego traktowania zwierząt i wykorzystywania ich w badaniach naukowych.
Pierwszymi zwierzętami, które wróciły żywe z lotu orbitalnego, były psy Biełka i Striełka oraz myszy i muszki owocowe, które znajdowały się na pokładzie satelity Sputnik 5. Ich lot odbył się w dniach 19–20 sierpnia 1960 roku. Na pokładzie znajdowały się jeszcze bakterie, trzykrotka oraz nasiona wielu roślin.
29 listopada 1961 Amerykanie umieścili na orbicie okołoziemskiej szympansa o imieniu Enos.

## Program Mercury
W 1957 roku Amerykanie przystąpili do realizacji programu załogowych lotów kosmicznych mającego na celu wyniesienie astronautów na orbitę okołoziemską. Nazwano ten program imieniem rzymskiego boga Merkurego.
Program przewidywał dwie fazy przygotowań z udziałem zwierząt. W fazie pierwszej planowano loty małych naczelnych na rakietach Little Joe. Do tej fazy projektu wybrano rezusy (Sam i Miss Sam). Druga faza miała objąć suborbitalny lot rakiety Redstone i orbitalny lot rakiety Atlas. Pasażerami obydwu lotów drugiej fazy miały być szympansy jako gatunek najbliżej spokrewniony z człowiekiem. Celem misji było wykazanie sprawności kapsuły, w której planowano umieścić ludzi.
Nazwy SAM i Miss SAM pochodzą od akronimu nazwy placówki badawczej U.S. Air Force School of Aerospace Medicine zaangażowanej w projekt.
Lot Sama odbył się 4 grudnia 1959 na rakiecie Little Joe 1 4C (misja Mercury-Little Joe 2). Oprócz rezusa na pokładzie znajdowały się nasiona roślin, jaja owadów i bakterie. Lot trwał 11 minut. Na wysokości 35 km kapsuła testowa została odłączona od rakiety nośnej, po czym osiągnęła pułap 85 km. Następnie opadła na powierzchnię oceanu, gdzie po 6 godzinach została odnaleziona przez USS Borie. Rezus nie odniósł obrażeń w czasie lotu. Zmarł w listopadzie 1982 roku.
Miss Sam poleciała 21 stycznia 1960 roku rakietą Little Joe 1 2C (misja Mercury-Little Joe 1B. Celem misji było sprawdzenie działania sprzętu ratowniczego w przypadku awarii pojazdu kosmicznego. Maksymalna prędkość lotu wyniosła 3220 km/h, pułap 15 km. Po katapultowaniu małpa zabezpieczona w kapsule ratunkowej odbyła 8,5-minutowy lot, po czym opadła na powierzchnię oceanu, skąd wyłowiła ją załoga helikoptera US Marine Corps. Miss Sam odniosła obrażenia, ale wróciła do stada, z którym przechodziła treningi.
Przed Enosem na trajektorię balistyczną wprowadzono 31 stycznia 1961 pojazd Mercury-Redstone 2, na którego pokładzie znajdował się szympans Ham. Statek spędził 16 minut w przestrzeni kosmicznej, po czym wodował na Pacyfiku, zwierzę przeżyło.
W ramach eksperymentów z udziałem zwierząt i roślin do roku 1960 Stany Zjednoczone i Związek Radziecki wysłały w przestrzeń kosmiczną nasiona kilkunastu gatunków roślin, zarodniki grzybów, glony, bakterie, muszki owocowe, myszy, szczury, chomiki, świnki morskie, króliki, psy, koty, małpy, ryby, jaja kur oraz jaja wielu gatunków owadów.

## Lata 1961–1990

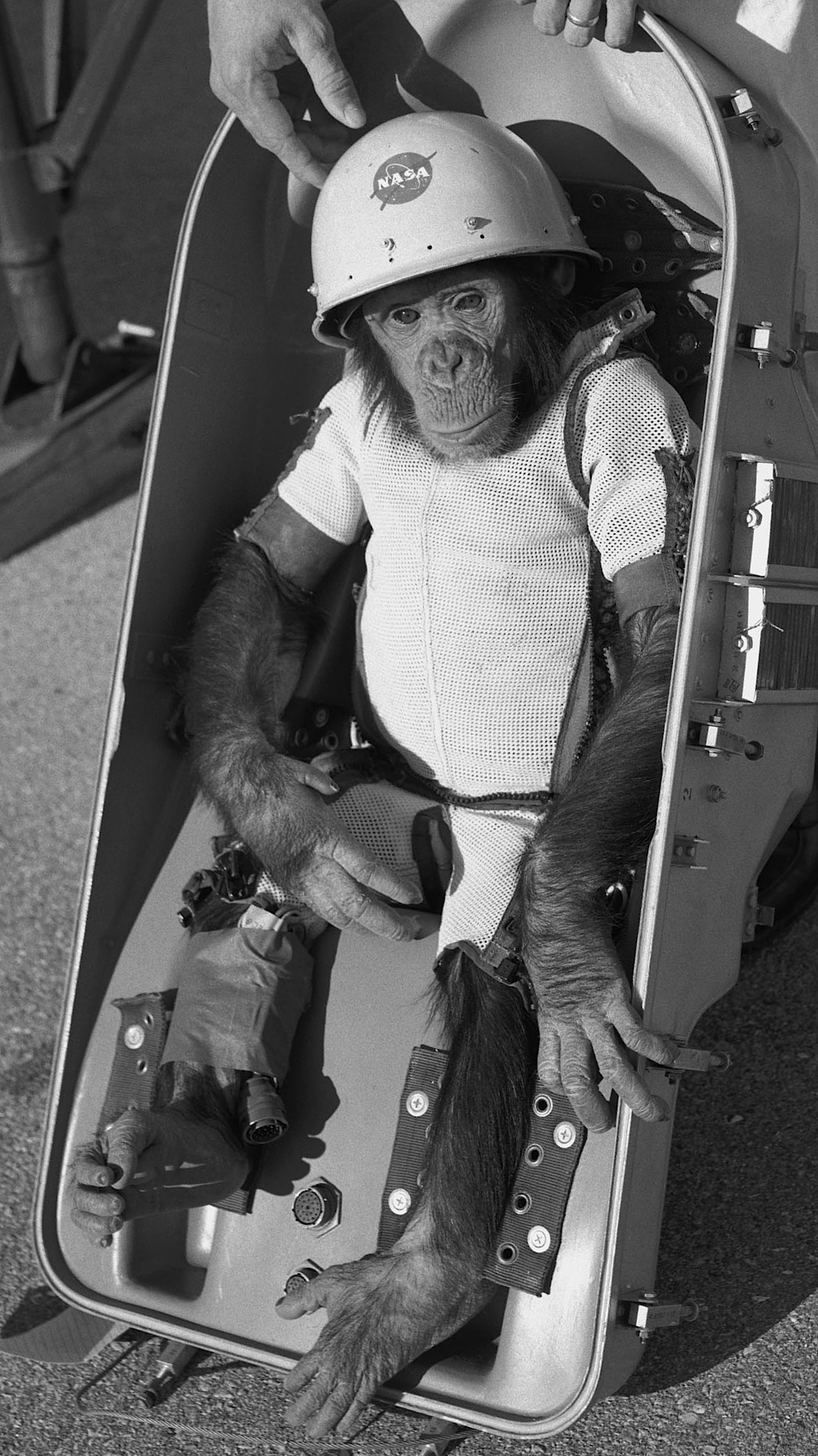
3-letni szympans Ham przygotowany do lotu

W drugiej fazie programu z udziałem zwierząt realizowanego w ramach projektu Mercury planowano przeprowadzenie badań na szympansach. Zakładano, że po odpowiednim treningu zwierzęta te będą umieć wykonywać w czasie lotu proste testy psychomotoryczne symulujące czynności przyszłych pilotów. Program zakładał wykorzystanie takiej samej aparatury biomedycznej, w jaką mieli być wyposażeni astronauci.
Pracownicy laboratorium badań aeromedycznych przy Holloman Air Force Base rozpoczęli trening 8 szympansów. Pozostałe szympansy stanowiły grupę kontrolną, na której prowadzono szczegółowe badania. 2 stycznia 1961 grupa 6 szympansów (4 samice i 2 samce) pod opieką badaczy i trenerów została przeniesiona na Przylądek Kennedy'ego. W trakcie codziennych treningów stosowano prosty system nagród i kar w postaci plasterków banana za prawidłowo wykonaną czynność i elektrowstrząsu za popełniony błąd.
Do lotu zaplanowanego na 31 stycznia 1961 roku wybrano szympansa o imieniu Ham (akronim od Holloman Aero-Medical). Zwierzę ważyło 17 kg, wyróżniało się aktywnością i dobrym humorem, którego nie utraciło pomimo umieszczenia go w kombinezonie ochronnym. Mercury-Redstone 2 odpalony o 16:55 (UTC) wyniósł Hama na wysokość 250 km. W czasie tego około 16-minutowego suborbitalnego lotu Ham przebywał 6 minut w stanie nieważkości i poprawnie wykonywał serię wytrenowanych czynności. Pomimo problemów technicznych kapsuła osiągnęła prędkość znacznie wyższą od planowanej, nastąpiło jej rozszczelnienia, życie Hama uratował jego kombinezon ochronny zawierający aparaturę do podtrzymywania życia), kapsuła wylądowała na falach Oceanu Atlantyckiego, skąd podjął ją USS Donner przy pomocy helikoptera. Ham nie odniósł obrażeń fizycznych, ale po wyjściu z kapsuły nie pozwolił się ponownie do niej włożyć, nawet gdy 4 silnych mężczyzn próbowało go tam umieścić w celu wykonania kilku fotografii. Po misji Redstone Ham został przeniesiony do National Zoo w Waszyngtonie, a w 1981 do parku zoologicznego w Karolinie Północnej, gdzie zmarł 19 stycznia 1983. Naukowcy wykorzystali doświadczenia zdobyte przy realizacji misji szympansa Hama, przygotowując suborbitalny lot pierwszego amerykańskiego astronauty Alana Sheparda.
| Misje ARC w latach 1965–1990 | Misje ARC w latach 1965–1990 | Misje ARC w latach 1965–1990 |
| Data startu                  | Program, obiekt badania |                              |
| ---------------------------- | --- | ---------------------------- |
| 23 marca 1965                | Gemini 3, jaja jeżowców Arbacia punctulata |                              |
| 16 marca 1966                | Gemini 8, jaja żaby Rana pipiens |                              |
| 11 listopada 1966            | Gemini 12, jaja żaby Rana pipiens |                              |
| 14 grudnia 1966              | Biosat 1, utracony |                              |
| 7 września 1967              | Biosat 2, 11 gatunków |                              |
| 28 czerwca 1969              | Biosat 3, lapunder (Macaca nemestrina) |                              |
| 9 listopada 1970             | Orbiting Frog Otolith 1, żaba rycząca (Rana catesbeiana)                                                                                        |                              |
| 17 grudnia 1972              | Apollo 17, gryzoń szczuroskocznik drobny (Perognathus longimembris)                                                                             |                              |
| 28 lipca 1973                | Skylab, szczuroskocznik drobny (Perognathus longimembris) i larwy muszki owocowej (Drosophila melanogaster)                                     |                              |
| 25 listopada 1975            | Kosmos 782, szczur wędrowny (Rattus norvegicus), muszka owocowa (Drosophila melanogaster), ikra Fundulus heteroclitus, tkanki i komórki marchwi |                              |
| 3 sierpnia 1977              | Kosmos 936, szczur wędrowny (Rattus norvegicus), muszka owocowa (Drosophila melanogaster)                                                       |                              |
| 25 września 1979             | Kosmos 1129, szczur wędrowny (Rattus norvegicus), przepiórka (Coturnix coturnix), marchew zwyczajna (Daucus carota)                             |                              |
| 22 marca 1982                | STS-3, rośliny |                              |
| 30 sierpnia 1983             | STS-8, szczur wędrowny (Rattus norvegicus) |                              |
| 14 grudnia 1983              | Kosmos 1514, rezus (Macaca mulatta), szczur wędrowny (Rattus norvegicus)                                                                        |                              |
| 3 lutego 1984                | STS-10, szczur wędrowny (Rattus norvegicus) |                              |
| 29 kwietnia 1985             | STS-51-B, sajmiri (Saimiri sciureus) i szczur wędrowny (Rattus norvegicus)                                                                      |                              |
| 10 lipca 1985                | Kosmos 1667, rezus (Macaca mulatta) |                              |
| 29 lipca 1985                | STS-51-F, rośliny |                              |
| 29 września 1987             | Kosmos 1887, rezus (Macaca mulatta), szczur wędrowny (Rattus norvegicus)                                                                        |                              |
| 13 marca 1989                | STS-29, szczur wędrowny (Rattus norvegicus) |                              |
| 15 września 1989             | Kosmos 2044, kontynuacja badań misji Cosmos 1887                                                                                                |                              |
| 18 września 1989             | STS-34, kukurydza |                              |
| 10 stycznia 1990             | STS-32, grzyb Neurospora crassa |                              |
| 1 stycznia 1990              | STS-41, szczur wędrowny (Rattus norvegicus) |                              |

22 lutego 1961 Francja wysłała na wysokość 152 km rakietę Veronique (AGI24), a na jej pokładzie szczura Hectora. W październiku 1962 dwa kolejne szczury (15 października Castor na pokładzie Veronique AGI37 i 18 października Pollux na Veronique AGI36), a rok później (18 października 1963) kotkę o imieniu Félicette na Veronique AGI47.
9 marca 1961 Rosjanie przeprowadzili udany lot bezzałogowy Korabl-Sputnik 4 (Sputnik 9), w którym uczestniczył pies Czernuszka, myszy, świnki morskie, owady i nasiona roślin, a 25 marca pies Gwiazdeczka poleciał na pokładzie Korabl-Sputnik 5 w "towarzystwie" anegdotycznego później manekina nazwanego przez Rosjan Iwan Iwanowicz.
Po 1962 roku, gdy John Glenn odbył pierwszy lot orbitalny, znacznie zmniejszyło się zainteresowanie Amerykanów wykorzystywaniem szympansów w badaniach bioastronautycznych.
W 1964 roku do grona państw prowadzących badania z udziałem zwierząt dołączyły Chiny. Począwszy od 19 lipca 1964, rakiety T-7A-S wykonały 5 misji z udziałem szczurów, myszy, psów oraz pojemników zawierających muszki owocowe, jaja żab, Actinobacteria, glonowce i inne grzyby.
W latach 1965–1990 Centrum Badawcze imienia Josepha Amesa (NASA Ames Research Center) przeprowadziło łącznie 25 misji kosmicznych, m.in. w ramach programów Gemini, Biosat, Apollo i Skylab. Uczestniczyło w nich 25 różnych gatunków organizmów zwierzęcych (bezkręgowych i kręgowych), roślinnych i jednokomórkowych. W latach 70. XX wieku Amerykanie zaprzestali eksploatacji szympansów w badaniach kosmicznych.
Dwa rywalizujące ze sobą mocarstwa – USA i ZSRR – od 1972 roku podjęły współpracę w zakresie eksploracji i użytkowania kosmosu w celach pokojowych. W ramach tej współpracy utworzono grupy robocze w kilku dziedzinach nauki, w tym w zakresie biologii i medycyny kosmicznej. W pierwszym etapie współpracy zrealizowano projekt Sojuz-Apollo, a następnie, w latach 1975–1989 serię eksperymentów biologicznych w ramach bezzałogowych lotów Kosmos 782, 936, 1129, 1514, 1667, 1887 i 2044.
W 1975 roku powstała Europejska Agencja Kosmiczna (European Space Agency). Od 1990 do badań włączyła się Japonia.

## Po 1990 roku
W latach 90. XX wieku nawiązana została międzynarodowa współpraca pomiędzy agencjami kosmicznymi USA (NASA), Europy (EAK), Rosji (Roskosmos), Francji (CNES), Niemiec (DLR), Kanady (CSA) i Japonii (JAXA).
Od początku lat 90. XX w. prowadzone są międzynarodowe programy badawcze obejmujące coraz więcej zagadnień biologicznych, a tym samym coraz więcej gatunków zwierząt. W misji Skylab 3, a później promu Columbia STS-107, testowano między innymi zachowanie pająków i parametry tworzonych przez nie nici pajęczych.

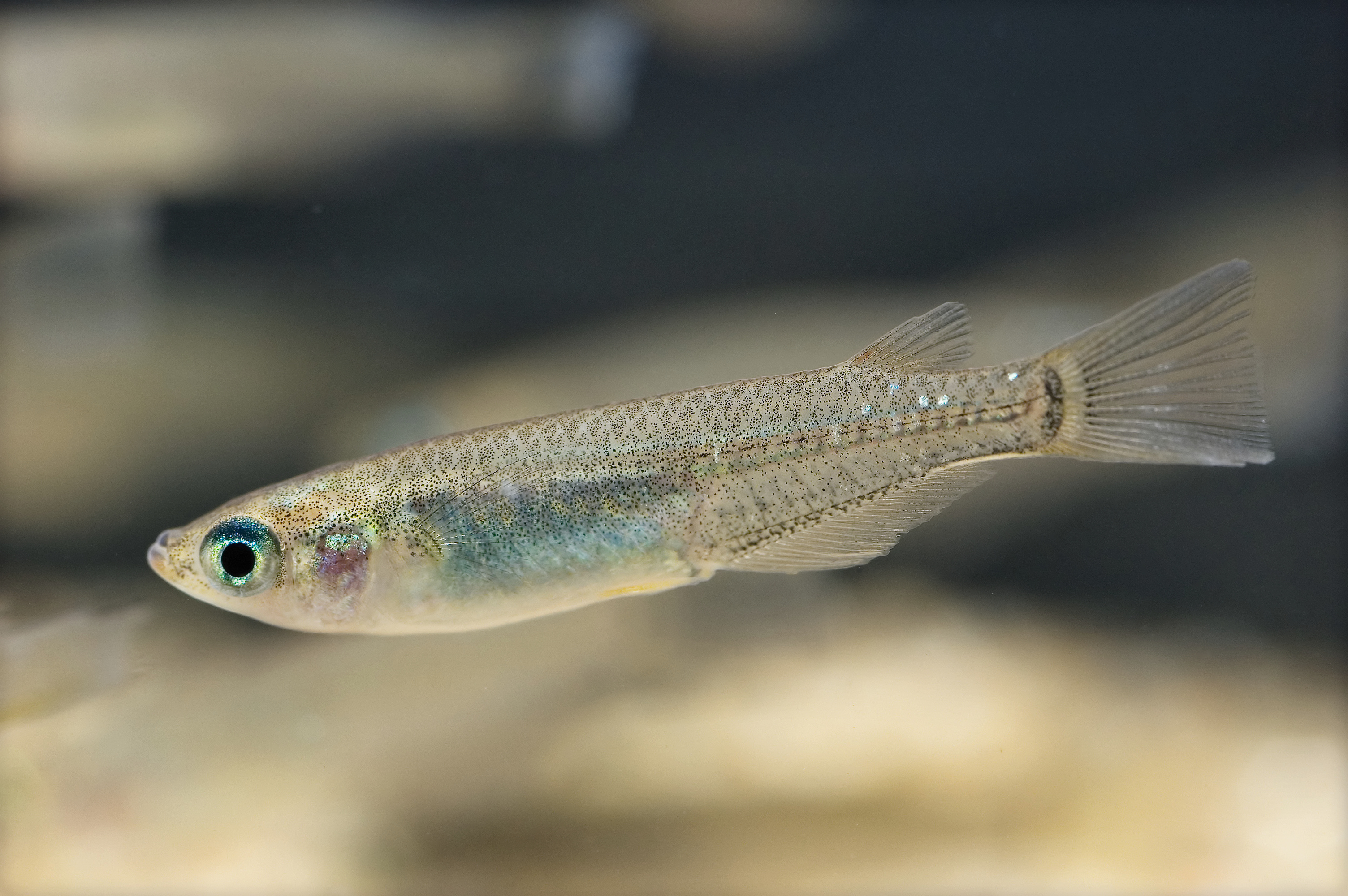
Ryżanka japońska (Oryzias latipes) złożyła ikrę w kosmosie

Pierwszymi kręgowcami, które z powodzeniem dokonały rozrodu w przestrzeni kosmicznej, były ryżanki japońskie (Oryzias latipes). W trakcie 15-dniowego pobytu w przestrzeni kosmicznej, latem 1994 roku, w specjalnie przygotowanym akwarium na pokładzie wahadłowca Columbia cztery ryżanki (2 samce i 2 samice) przystąpiły do tarła, w którego trakcie złożyły i zapłodniły ikrę. Wszystkie osobniki dorosłe i narybek wróciły żywe na Ziemię.
We wrześniu 2007 roku Europejska Agencja Kosmiczna przeprowadziła na Biopan-6 (w misji Foton M-3) na orbicie 258–281 km eksperyment polegający na poddaniu dorosłych osobników i jaj niesporczaków z gatunków Richtersius coronifer i Milnesium tardigradum bezpośredniemu promieniowaniu kosmicznemu, a następnie promieniowaniu ultrafioletowemu UV-A i UV-B oraz jonizującemu. Niesporczaki wprowadzono w stan anhydrobiozy, a następnie poddano kilku testom odpornościowym na każde z tych rodzajów promieniowania, w różnych kombinacjach. Niesporczaki są znane ze swojej odporności na skrajne warunki środowiskowe. Kilka osobników M. tardigradum przetrwało nawet najbardziej skrajne dawki promieniowania. Po powrocie na Ziemię u niektórych już po 30 minutach po podaniu im wody stwierdzono powrót funkcji życiowych. Niektóre przystąpiły nawet do rozmnażania. Niesporczaki są pierwszymi zwierzętami, które przetrwały taki eksperyment. Dotychczasowe badania wykazały, że tylko niektóre porosty i bakterie mogą przetrwać bez osłony tak ekstremalne warunki, jakie panują w przestrzeni kosmicznej. W wyniku tak silnego promieniowania jonizującego badacze oczekiwali u badanych zwierząt uszkodzeń DNA. Prawdopodobnie organizmy niesporczaków posiadły zdolność naprawiania uszkodzonego DNA.
3 lutego 2010 Iran odpalił rakietę Kavoshgar 3, na której pokładzie wysłał w przestrzeń kosmiczną mysz, dwa żółwie i około tuzina zwierząt robakowatego kształtu. Nie podano bliższych danych na temat zawartości kapsuły. Zwierzęta wróciły na Ziemię żywe.
W 2013 roku Irańska Agencja Kosmiczna dwukrotnie (w styczniu i grudniu) z powodzeniem wysłała w kosmos małpę. Zwierzęta wróciły na Ziemię żywe, w drugim locie (grudniowym) małpka o imieniu Fargam osiągnęła w locie wysokość ponad 120 km.
6 grudnia 2023 Iran wystrzelił w kosmos „kapsułę kosmiczną ze zwierzętami” w ramach przygotowań do załogowej misji kosmicznej w przyszłości. Kapsuła ważąca pół tony została umieszczona na orbicie na wysokości 130 kilometrów. Nie podano, jakie zwierzęta trafiły w kosmos, ani też czy ma w planach sprowadzenie ich na ziemię po zakończeniu misji.

## Kontrowersje
Obserwacja roślin i zwierząt poddanych warunkom środowiska kosmicznego dostarcza wielu nowych informacji pozwalających lepiej poznać to środowisko, procesy życiowe obserwowanych organizmów, przyczynia się do rozwoju medycyny kosmicznej i biologii kosmosu, a także umożliwia ich wykorzystanie do zaspokajania potrzeb ludzkich kolonii w kosmosie. Jednak sposób prowadzenia badań i duża śmiertelność zwierząt, zwłaszcza w początkowej fazie rozwoju bioastronautyki (rezusy w projektach Albert, psy w eksperymentach radzieckich, szczególnie głośna sprawa Łajki – z góry skazanej na śmierć), wywołały ogólnoświatową debatę na temat nieprzestrzegania w trakcie prowadzenia badań zasad etycznych oraz ogólnie niskiego poziomu dobrostanu zwierząt wykorzystywanych w eksperymentach naukowych. W wyniku tej debaty na świecie rozgorzał spór pomiędzy zwolennikami i przeciwnikami eksploracji zwierząt w eksperymentach naukowych.
W 1959 roku W.M.S. Russell i R.L. Burch wprowadzili ogólną koncepcję etycznych zasad zmierzających do zminimalizowania eksploatacji zwierząt, kiedy tylko jest to możliwe. Koncepcja ta została określona nazwą The 3 R's (Replacement, Reduction, Refinement) i szeroko zaakceptowana przez naukowców wielu krajów. Jej główne założenia (3R) obejmują redukcję (ang.: Reduction) liczby zwierząt użytych do doświadczenia, zastępowanie (ang.: Replacement) ich innymi modelami oraz ulepszanie (ang.: Refinement) metod badawczych w sposób poprawiający warunki uczestniczących w nim zwierząt.

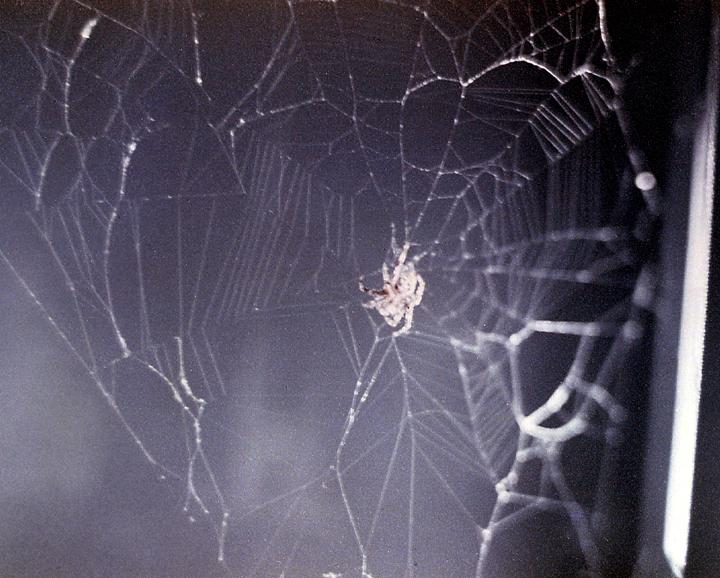
Pierwsza pajęczyna utworzona w kosmosie

W celu uregulowania kontrowersyjnych zagadnień niektóre kraje wprowadziły stosowne akty prawne. W 1966 Stany Zjednoczone wprowadziły Laboratory Animal Welfare Act of 1966 regulujący zasady postępowania ze zwierzętami w ramach prowadzonych badań naukowych, na wystawach, w transporcie, w handlu i innych dziedzinach życia. Podobny dokument wprowadziła w 1999 Nowa Zelandia (Animal Welfare Act 1999), a w 2006 roku Wielka Brytania (Animal Welfare Act 2006).
22 września 2010 Parlament Europejski i Rada Unii Europejskiej przyjęły dyrektywę w sprawie ochrony zwierząt wykorzystywanych do celów naukowych. Dokument ten ustanawia środki ochrony zwierząt wykorzystywanych do celów naukowych lub edukacyjnych.
W tym samym roku Rosjanie oświadczyli, że rezygnują z wysyłania w kosmos psów i małp, a eksperymenty kosmiczne ograniczą do małych zwierząt.